# Adia cinerella
Adia cinerella es una especie de mosca del género Adia, de la familia Anthomyiidae, orden Diptera. Fue descrita por Fallén en 1825.
Mide 4,3-4,5 mm de longitud. Se distribuye por Pakistán, China, Portugal, Noruega, Canadá, Estados Unidos, Reino Unido, Finlandia, Suecia, Alemania, Grecia, Suiza, España, Hungría, Rusia, Bulgaria, Japón y Francia.